# Stabenfest

Stabenfest im Jahr 2006

Das Stabenfest (kurz: Staben) ist ein Kinderfest der Stadt Nördlingen, das mit einem Festumzug durch die historische Altstadt im Monat Mai gefeiert wird. Das Stabenfest beginnt mit dem Vergnügungspark und Festzeltbetrieb am Freitag und endet am Stabenmontag.
Schulkinder, die am Montag der  Nördlinger Grundschule und den weiterführenden Schulen, bis  einschließlich der siebten Jahrgangsklasse, fernbleiben dürfen, singen beim Umzug durch die Altstadt „Kinder lasst die Schule sein, Stabenfest ist heut“. Der Festumzug geht durch die Altstadt zum  Marktplatz, wo die traditionelle Huldigung der Kinder an den  „Rat der Stadt“ stattfindet. Danach führt der Umzug weiter zur Kaiserwiese.
Die Tradition des Stabenfestes lässt sich bis in das frühe 15. Jahrhundert zurückverfolgen. Urkundlich wird der Name „Staben“  (Stecken) erstmals im Jahr 1690 erwähnt. Es wird von einem „Reitentag“ und dem „in die Ruten gehen“ berichtet. Es könnte mit dem Rutenfest in anderen  Städten verwandt sein, wie das Rutenfest in Ravensburg. Möglich ist auch ein Ursprung im Gregoriusfest. Im Jahr 1504 wurden die Kinder beim Stabenfest in der Stadt Nördlingen zum ersten Mal "in die Staben" geführt. Jedes Kind bekam einen Stab mit einem Fähnlein, die später durch mit Konfekt gefüllte Stabengucker ersetzt wurden.
Im Lauf des 19. Jahrhunderts kam an diesem Volksfest der traditionelle Festumzug der Schulkinder hinzu, der von der Knabenkapelle Nördlingen angeführt wird; die Mädchen im Festtagsgewand tragen Blumenkränze und die Buben, teilweise in Rieser Tracht, tragen Fahnen in den Stadtfarben, mit Frühlingsblumen, den sogenannten „Blumenstecken“. Manche tragen den traditionellen „Stabengucker“, eine Tüte mit Süßigkeiten. Nach der Huldigung und dem abschließenden Lied „Nun danket alle Gott“ bewegt sich der Zug weiter über die Baldinger Straße zur Kaiserwiese.